# ماريو ميتسش
ماريو ميتسش (بالفرنسية: Mario Mutsch)‏ (3 سبتمبر 1984 بلجيكا - ) هو لاعب كرة قدم لوكسمبورغي، يلعب كلاعب وسط.

## روابط خارجية
- ماريو ميتسش على موقع الاتحاد الدولي (مؤرشف)  (الإنجليزية)
- ماريو ميتسش على موقع الاتحاد الأوربي (الإنجليزية)
- ماريو ميتسش على موقع قاعدة بيانات كرة القدم.إي يو (الإنجليزية)
- ماريو ميتسش على موقع ناشيونال فوتبول تيمز (الإنجليزية)
- ماريو ميتسش على موقع Soccerway.com (الإنجليزية)
- ماريو ميتسش على موقع عالم كرة القدم.نت (الإنجليزية)
- ماريو ميتسش على موقع AS.com (الإسبانية)